# Materno Cinegio
Materno Cinegio (latino: Maternus Cynegius; ... – 14 marzo 388) fu un uomo politico dell'Impero romano.

## Biografia
Di origine ispanica, fu comes sacrarum largitionum (ministro del tesoro e delle finanze) negli anni compresi tra  il 381 e il 383. Sotto l'imperatore romano Teodosio I, anche lui di origine ispanica, divenne poi quaestor sacri palatii e infine Prefetto del pretorio d'Oriente dal 384: di religione cristiana, proibì gli antichi culti pagani e chiuse i loro templi in Egitto e Siria (386);  contrariamente alla politica di Teodosio, scadé nel fanatismo e promulgò leggi antisemite.
Viene citato nel codice Teodosiano come destinatario di questo provvedimento contro i culti pagani:
(Codice Teodosiano, xvi.10.9)

### Contrasto al paganesimo

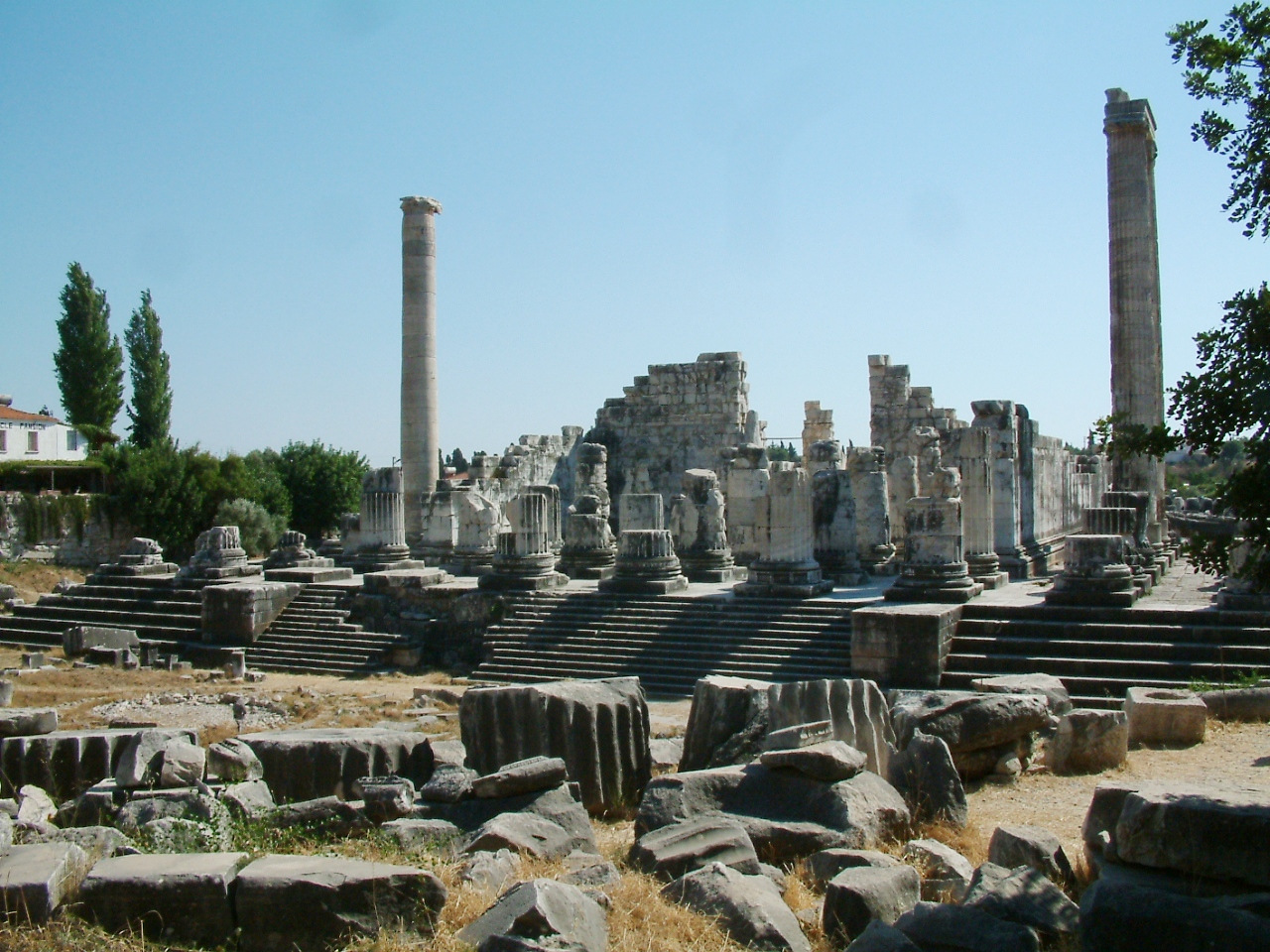
Il Didymaion a Didima, oracolo di Apollo chiuso da Materno Cinegio

Durante il suo secondo viaggio in Egitto, in cui fu accompagnato dal vescovo Marcello di Apamea, fece distruggere molti templi e altari pagani, come il Tempio di Edessa, il Kabeirion di Imbro, il tempio di Zeus Belus ad Apamea, il tempio di Apollo a Didima che includeva anche un famoso oracolo chiamato Didymaion e tutti i templi di Palmira.

### Console
Nominato console per l'anno 388, morì durante un viaggio. L'anno successivo la moglie, Achantia, ne portò a piedi il corpo da Costantinopoli alla Spagna.

## Missorio di Teodosio
Potrebbe essere lui il personaggio a cui è destinato il missorio di Teodosio ritrovato in Spagna: è lui che sarebbe rappresentato mentre riceve il codice dalle mani dell'imperatore. A Carranque, in Spagna, si pensa di aver identificato una villa appartenente a Materno Cinegio.

### Fonti primarie
- Codice Teodosiano
- Zosimo, Storia nuova, iv

### Fonti secondarie
- Jones, Arnold Hugh Martin, John Robert Martindale, John Morris, The Prosopography of the Later Roman Empire, volume 1, Cambridge University Press, 1992, ISBN 0521072336, p. 235.